# Valence (psychologie)
Pour les articles homonymes, voir Valence.
En psychologie, le terme valence est utilisé pour désigner la qualité intrinsèquement agréable ou désagréable d'un stimulus ou d'une situation. Dans le contexte de la psychologie des émotions, le concept de valence renvoie aussi au caractère plaisant de certains états émotionnels (comme la joie ou la contemplation du beau) auxquels on attribue une valence positive par opposition aux émotions à valence négative (comme la peur ou la tristesse) généralement associées à un mal-être, un désagrément ou une souffrance. Plus spécifiquement, dans le cadre des théories dites dimensionnelles, d'autres facteurs ont été adjoints à la valence afin de mieux rendre compte des effets psychophysiologiques des différentes émotions ; ont ainsi été introduites les dimensions de degré d'activation physiologique (ou arousal) et, dans une moindre mesure, de dominance ou de contrôle. 
Le fait, pour un stimulus donné, d'être de valence positive ou négative se superpose donc à la notion de stimulus appétitif et aversif des théories comportementalistes. D'un point de vue évolutionnaire, la valence peut être vue comme une réponse adaptative aux conséquences bénéfiques ou au contraire néfastes du stimulus pour la survie de l'individu, en déclenchant respectivement des comportements d'approche ou, au contraire, d'évitement vis-à-vis de ce stimulus.